# Alive & Kicking
ALIVE&KICKING – czwarty album japońskiej piosenkarki Nany Mizuki, wydany 8 grudnia 2004. Utwór Take a shot wykorzystano w anime Magical Girl Lyrical Nanoha. Album sprzedał się w nakładzie 32 890 egzemplarzy.

## Lista utworów
| Nr  | Tytuł                                                | Słowa          | Kompozycja        | Aranżacja                     | Czas |
| --- | ---------------------------------------------------- | -------------- | ----------------- | ----------------------------- | ---- |
| 1.  | "Miracle☆Flight" (jap. ミラクル☆フライト)            | Toshirō Yabuki | Toshirō Yabuki    | Toshirō Yabuki                | 4:07 |
| 2.  | "innocent starter"                                   | Nana Mizuki    | Tsutomu Ōhira     | Tsutomu Ōhira                 | 4:38 |
| 3.  | "FAKE ANGEL"                                         | Nana Mizuki    | Takahiro Iida     | Takahiro Iida                 | 3:58 |
| 4.  | "Daisuki kimi he" (jap. 大好きな君へ)                | Toshirō Yabuki | Tsutomu Ōhira     | Tsutomu Ōhira                 | 4:50 |
| 5.  | "Tears' Night"                                       | Yūmao          | Noriyasu Agematsu | Noriyasu Agematsu             | 5:05 |
| 6.  | "Soyokaze ni fukarete..." (jap. そよ風に吹かれて...) | Toshirō Yabuki | Tsutomu Ōhira     | Tsutomu Ōhira                 | 4:53 |
| 7.  | "Independent Love Song"                              | Toshirō Yabuki | Tsutomu Ōhira     | Tsutomu Ōhira                 | 5:29 |
| 8.  | "Take a shot"                                        | Toshirō Yabuki | Toshirō Yabuki    | Toshirō Yabuki                | 4:09 |
| 9.  | "Panorama -Panorama-" (jap. パノラマ-Panorama-)      | Nana Mizuki    | Akimitsu Honma    | Akimitsu Honma, Tsutomu Ōhira | 4:27 |
| 10. | "JUMP!"                                              | Nana Mizuki    | Takahiro Iida     | Takahiro Iida                 | 4:06 |
| 11. | "cherish"                                            | Toshirō Yabuki | Toshirō Yabuki    | Toshirō Yabuki                | 4:24 |
| 12. | "It's in the bag"                                    | Toshirō Yabuki | Kenji Kitajima    | Tsutomu Ōhira                 | 4:27 |
| 13. | "Abilities"                                          | Toshirō Yabuki | Toshirō Yabuki    | Toshirō Yabuki                | 4:26 |
| 14. | "M・A・M・A"                                         | Naoko          | Tsutomu Ōhira     | Tsutomu Ōhira                 | 5:42 |